# Artoria grahammilledgei
Artoria grahammilledgei es una especie de araña araneomorfa del género Artoria, familia Lycosidae. Fue descrita científicamente por Framenau & Baehr en 2018.
Habita en Australia (Queensland, Nueva Gales del Sur).